# Pseudomops angustus
Pseudomops angustus es una especie de cucaracha del género Pseudomops, familia Ectobiidae. Fue descrita científicamente por Walker en 1868.
Habita en Colombia, Venezuela, Brasil y Perú.